# Roccella canariensis
Roccella canariensis es un liquen conocido como orchilla del que se extrae un colorante natural, denominado habitualmente orceína, y utilizado para el color púrpura.
Especialmente valorado por los antiguos romanos y por los comerciantes y fabricantes de paños genoveses y venecianos en el siglo XV.
Fue uno de los principales productos históricos de exportación de Canarias, donde se da en acantilados orientados a los vientos alisios.